# Pirotit
Pirotit ali pirotin (iz grškega πυρρός [pirrόs] - rdečkast), je nenavaden železov sulfidni mineral s spremenljivo vsebnostno železa in kemijsko formulo  Fe(1-x)S, v kateri je x = 0 do 0,2. Končni člen vrste je troilit s formulo FeS. Pirotit se imenuje tudi magnetni pirit, ker je podobne barve kot pirit in je rahlo magneten. Magnetnost pada s padajočo vsebnostjo železa, zato troilit ni magneten.

## Kristalna struktura
Pirotit ima več politipov heksagonalne ali monoklinske kristalne simetrije, pogosto  tudi v istem primerku. Kristalna struktura ima osnovno celico nikljevega arzenida (NiAs), v kateri ima železo oktaedrično koordinacijo, anioni pa trikotno prizmatično razporeditev. Pomembna značilnost strukture je njena zmožnost, da izpušča železove atome vse do ulomka 1/8, pri čemer nastajajo praznine. Ena od struktur je pirotit-4C (Fe7S8). Oznaka 4 pomeni, da železove praznine tvorijo super mrežo, ki je štirikrat večja kot v smeri C v osnovni celici. Smer C je po dogovoru vzporedna z glavno simetrijsko osjo kristala. Med druge politipe spadajo pirohit-5C (Fe9S10), 6C (Fe11S12), 7C (Fe9S10) in 11C (Fe10S11). Vsak politip ima lahko monoklinsko (M) ali heksagonalno (H) simetrijo, zato se v nekaterih virih namesto na primer oznake 6C uporabljata oznaki 6H ali 6M, odvisno od simetrije. Monoklinske oblike so obstojne do temperature 254 °C. Nad to temperaturo so obstojne heksagonalne oblike. Izjema so oblike z visoko vsebnostjo železa, ki so blizu troilitu (47-50 azomskih % železa), ki imajo heksagonalno simetrijo.

## Magnetne lastnosti
Idealna mreža FeS, kakršno ima troilit, ni magnetna. Magnetne lastnosti se spreminjajo z vsebnostjo železa. Z železom bogatejši heksagonalni pirohiti so antiferomagnetni, z železom revnejši monoklinski Fe7S8 pa je ferimagneten. Feromagnetizem v pirohitu se zato pripisuje relativno visoki koncentraciji železovih praznin (do 20 %) v kristalni strukturi, ki zmanjšujejo kristalno simetrijo. Monoklinske oblike pirohita so na splošno bogatejše z defekti kot bolj simetrične heksagonalne oblike in so zato bolj magnetne.   S segrevanjem na 320 °C pirohit izgubi svoj magnetizem in se hkrati začne pretvarjati magnetit. Nasičenost magnetizacije pirohita je 0,12 tesla.

## Nahajališča
Pirotit je precej pogosta sledilna sestavina mafičnih magmatskih kamnin, predvsem noritov. Skupaj z pentlanditom, halkopiritom in drugimi sulfidi se pojavlja kot ločilni depozit v slojastih intruzijah. Je pomembna sestavina Sudburyjskega bazena v Kanadi, drugega največjega meteorskega kraterja na Zemlji, kjer se pojavlja v masah, povezanih z mineralizacijo bakra in niklja. Pojavlja se tudi v pegmatitih in kontaktnih metamorfnih conah. Pogosto ga spremljajo pirit, markazit in magnetit. Mineral nima uporabne vrednosti. Rudari se predvsem kot spremljajoči mineral pentlandita, ki vsebuje znatne količine niklja in kobalta.

## Galerija
- Pirotit iz rudnika Santa Eulalia Aquiles Serdan, Chihuahua, Mehika
- Kremen na pirotitu, Francija
- Pirotit iz Trepče, Kosovska Mitrovica, Kosovo
- Pirotit iz Slovaške